# 施普伦哈根
施普伦哈根（德語：Spreenhagen）是德国勃兰登堡州的市镇，隶属于奥得-施普雷县，总面积为137.02平方千米，截至2020年总人口为3347人。